# Caduca nasea
Caduca nasea là một loài bướm đêm trong họ Noctuidae.